# ولسوالی میرامور
میرامور یکی از ولسوالی‌های ولایت دایکندی در مرکز افغانستان است. جمعیت آن در سال ۲۰۲۰ (میلادی) ۸۶٬۰۲۴ نفر اعلام شده‌است.
در بین ولسوالی‌های ولایت دایکندی، میرامور بیشترین تعداد نفوس را دارا بوده که ۱۸/۷ فیصد مجموع نفوس ولایت دایکندی را تشکیل می‌دهد.